# BiCMOS
In elettronica un BiCMOS (acronimo dell'inglese Bipolar Complementary Metal-Oxide-Semiconductor, lett. "metallo-ossido-semiconduttore complementare bipolare") è un tipo di tecnologia utilizzata in elettronica digitale per la produzione di componenti elettronici integrati.
L'acronimo indica la tecnologia mista che integra CMOS e BJT sullo stesso chip semiconduttore. Il vantaggio di questo procedimento è il fatto che si avvalora dei vantaggi dei dispositivi realizzabili nelle due diverse tecnologie.

## Storia
Inizialmente, l'integrazione di transistori bipolari e MOS in un unico dispositivo si dimostrò difficile e costosa. Per questa ragione, in genere, un dispositivo è costruito con una sola delle due famiglie di transistor, a seconda delle specifiche e delle applicazioni.
Mentre i progettisti di circuiti discreti possono da tempo disporre dei vantaggi derivanti dall'uso combinato di MOSFET e BJT, nel campo dell'elettronica integrata è stato possibile introdurre la logica BiCMOS solo alla fine degli anni '80.
Per fare ciò è stato necessario modificare i processi CMOS, in seguito all'introduzione dei processi a doppia tasca, dei substrati con epitassia, e grazie all'uso di processi avanzati per i bipolari quali gli emettitori in polisilicio, le strutture autoallineate e gli isolamenti LOCOS.
L'avvento delle applicazioni wireless, ha determinato un'aumentata richiesta di integrati per RF ad alte prestazioni. È stato possibile supplire a questa necessità con l'introduzione di processi BiCMOS a SiGe (Silicio-Germanio), competitivi con i processi in GaAs (Arsenuro di gallio) e compatibili con processi Si. Questi nuovi processi permettono di raggiungere frequenze di transizione pari a 50–70 GHz, contro i 10 GHz di un normale transistore bipolare npn.

## Configurazioni
Principalmente un dispositivo BiCMOS è costituito dalla cascata di uno stadio di ingresso CMOS e uno stadio di uscita di tipo totem-pole a BJT. Generalmente una rete di pilotaggio del totem-pole (tipicamente 2 transistor NMOS) è necessaria per migliorarne le prestazioni dinamiche.
È quindi evidente che in ingresso avremo un'alta impedenza dovuta ai gate dei transistori MOS e in uscita una bassa impedenza dovuta alla coppia di bipolari.
Altre configurazioni prevedono una più complessa rete di pilotaggio costituita da NMOS e PMOS e permettono così una escursione logica completa.

## Vantaggi
I vantaggi principali sono derivati direttamente dai vantaggi delle due famiglie di dispositivi: se da un lato il MOS presenta basso consumo di potenza ed ampi margini di rumore, dall'altro il bipolare presenta una maggiore capacità di pilotaggio di carichi elevati e alto guadagno.
Normalmente, un circuito CMOS, per ottenere un adeguato fan-out (capacità di pilotare un carico), deve fare uso di circuiti di accoppiamento (buffer).
Un altro importante vantaggio è che la capacità complessiva di una porta BiCMOS è quasi pari a quella del solo BJT, dunque bassa. Questo permette un notevole incremento delle prestazioni in frequenza del BiCMOS se usato come amplificatore a larga banda, o allo stesso modo, un notevole incremento della frequenza di switching se usato in circuiti logici.
Altro importante vantaggio è la possibilità di coniugare nello stesso integrato elettronica analogica e digitale, che risulta utile nel realizzare system-on-a-chip.

## Svantaggi
La logica BiCMOS richiede un processo di fabbricazione complesso e dunque costoso. È perciò necessario che le elevate prestazioni che dimostra in certi campi vengano realmente sfruttate.
Altra caratteristica è il consumo di potenza: se questo è infatti nettamente inferiore a quello di una porta logica TTL equivalente, non sarà mai ridotto quanto quello di un dispositivo CMOS.